# Anastrophyllum austroamericanum
Anastrophyllum austroamericanum là một loài rêu trong họ Anastrophyllaceae. Loài này được Váňa mô tả khoa học đầu tiên năm 1980.